# Diogo Piçarra
Diogo Miguel Ramires Piçarra (Faro, 19 ottobre 1990) è un cantante portoghese.
Ha vinto la quinta stagione della versione portoghese di Pop Idol (Ídolos) nel 2012.

## Biografia
Nasce a Faro, ed a soli 17 anni forma la band Fora da Bóia. Durante i suoi studi presso l'Università dell'Algarve, passa un semestre all'estero per perseguire i suoi studi all'Università Palacký nella Repubblica Ceca.
Nel 2009, Diogo Piçarra partecipa alla terza stagione di Ídolos, versione portoghese di Pop Idol. Riesce ad arrivare alla fase con il pianoforte della competizione ma fu eliminato. Nel 2010, partecipa al concorso musicale tv Operação Triunfo ma non riesce a superare neanche il primo turno. Nel 2012, prova per la terza volta e riesce a vincere la quinta stagione di Ídolos. Premi per la vincita erano un'automobile ed una borsa di studio per un corso di musica a Londra.
Ha pubblicato il suo primo album "Espelho" nel marzo 2015, raggiungendo la posizione numero uno delle classifiche portoghesi. Alla fine del marzo 2017, ha pubblicato il suo secondo album "do=s", collaborando con artisti quali Valas in Ponto de partida e April Ivy in Não sou eu.

## Discografia

### Albums
| Titolo         | Dettagli                                              | Classifiche | Certificazioni |
| Titolo         | Dettagli                                              | POR         | Certificazioni |
| -------------- | ----------------------------------------------------- | ----------- | -------------- |
| Espelho        | - Rilasciato: 16 marzo 2015 - Etichetta: Universal    | 1           | - AFP: Platino |
| do=s           | - Rilasciato: 31 marzo 2017 - Etichetta: Universal    | 1           | - AFP: Platino |
| South Side Boy | - Rilasciato: 29 novembre 2019 - Etichetta: Universal | 1           |                |